# Dębina (wieś w powiecie malborskim)
Dębina (kaszb. Dãbinô, niem. Eichwald) – wieś w Polsce położona w województwie pomorskim, w powiecie malborskim, w gminie Nowy Staw na obszarze Wielkich Żuław Malborskich przy drodze krajowej nr DK55.
W latach 1975–1998 miejscowość należała administracyjnie do województwa elbląskiego.
Pierwsza wzmianka wspominająca Dębinę pochodzi z roku 1341. Pierwszy zapis wymieniający Dębinę jako wieś pochodzi z 1351 roku. W odległości ok. 1 km znajdują się dwie miejscowości noszące nazwę Dębina: Dębina (wieś) i Dębina SHR (Stacja Hodowli Roślin i osiedle byłych robotników rolnych). 